# Omloop der Vlaamse Gewesten
Omloop der Vlaamse Gewesten (nederländska för "Den flamländska regionen runt", på franska "Circuit des régions flamandes") var ett belgiskt endagslopp i landsvägscykling som avhölls för professionella från 1928 till 1972, för amatörer från 1944 till 2007 och för juniorer från 1982 till 2019. Loppet hölls i  Flandern (och Bryssel) och tanken var att det skulle passera genom alla flamländska provinser, men start- och målorterna liksom rutten varierade mycket mellan åren.
Tävlingen arrangerades av tidningen Sportwereld ("Sportvärlden", grundad 1912, arrangör av Flandern runt sedan 1913 och uppköpt av Het Nieuwsblad 1939).

## Podieplaceringar
| År   | Guld                    | Silver               | Brons                  |
| 1928 | Jules Van Hevel         | Joseph Dervaes       | René Vermandel         |
| 1930 | Gérard Loncke           | Alfred Hamerlinck    | Jules Deschepper       |
| 1931 | Jef Demuysere           | Hermann Buse         | Alfred Hamerlinck      |
| 1932 | Alfons Deloor           | Joseph Wauters       | Frans Bonduel          |
| 1933 | Louis Hardiquest        | Edward Vissers       | Denis Verschueren      |
| 1934 | Louis Hardiquest        | Frans Dictus         | Gustave Van Slembrouck |
| 1935 | Camille Van Iseghem     | Peter Lely           | Romain Maes            |
| 1937 | Karel Tersago           | Marcel Kint          | Gérard Desmet          |
| 1938 | Sylvain Grysolle        | Constant Lauwers     | Lucien Vlaemynck       |
| 1939 | Romain Maes             | Achiel Buysse        | Sylvain Grysolle       |
| 1940 | Albert Hendrickx        | Frans Bonduel        | Achiel Buysse          |
| 1941 | Karel Kaers             | Albert Hendrickx     | Louis Van Espenhout    |
| 1942 | Odiel Vanden Meerschaut | André Maelbrancke    | Albéric Schotte        |
| 1943 | Richard Kemps           | Kamiel Beeckman      | André Declerck         |
| 1944 | Rik Van Steenbergen     | Désiré Stadsbaeder   | Joseph Moerenhout      |
| 1946 | Albéric Schotte         | André Pieters        | Lucien Vlaemynck       |
| 1947 | Achiel Buysse           | Gustaaf Van Overloop | Prosper Depredomme     |
| 1948 | Albert Sercu            | Marcel Ryckaert      | Georges Claes          |
| 1949 | André Declerck          | Valère Ollivier      | Camille Beeckman       |
| 1950 | Ernest Sterckx          | Raymond Impanis      | Georges Claes          |
| 1951 | Frans Sterckx           | Gerard Buyl          | André Declerck         |
| 1952 | Eugène Van Roosbroeck   | Valère Ollivier      | Ernest Sterckx         |
| 1953 | René Mertens            | Roger Desmet         | Marcel Ryckaert        |
| 1954 | Alfons Vandenbrande     | René Mertens         | Gaston De Wachter      |
| 1955 | Ludo Van Der Elst       | Roger Decock         | Charles Van Dormael    |
| 1956 | Roger Verplaetse        | Roger Decock         | Gilbert Desmet         |
| 1957 | Jozef Schils            | Pierre Machiels      | Norbert Kerckhove      |
| 1958 | André Auquier           | Maurice Meuleman     | Frans Aerenhouts       |
| 1959 | Yvo Molenaers           | Michel Stolker       | Marcel Janssens        |
| 1960 | Jean Forestier          | Michel Van Aerde     | André Noyelle          |
| 1961 | André Vlayen            | Gilbert Maes         | Arthur Decabooter      |
| 1962 | Edgard Sorgeloos        | Arthur Decabooter    | Jos Hoevenaars         |
| 1963 | Rik Van Looy            | Noël Foré            | Frans Aerenhouts       |
| 1964 | Gustaaf De Smet         | Lode Troonbeeckx     | Benoni Beheyt          |
| 1965 | Roger Baguet            | Vincent Denson       | Roger De Coninck       |
| 1966 | Albert Van Vlierberghe  | Jan Lauwers          | Gerben Karstens        |
| 1967 | Arthur Decabooter       | Jos Haeseldonckx     | Noël Foré              |
| 1968 | Etienne Sonck           | Roger Rosiers        | Daniel Van Ryckeghem   |
| 1969 | Frans Verbeeck          | Harry Steevens       | Patrick Sercu          |
| 1970 | André Dierickx          | Frans Verbeeck       | Herman Vrijders        |
| 1972 | Raphaël Hooyberghs      | Ronny Van de Vijder  | Michael Wright         |